# Keak da Sneak

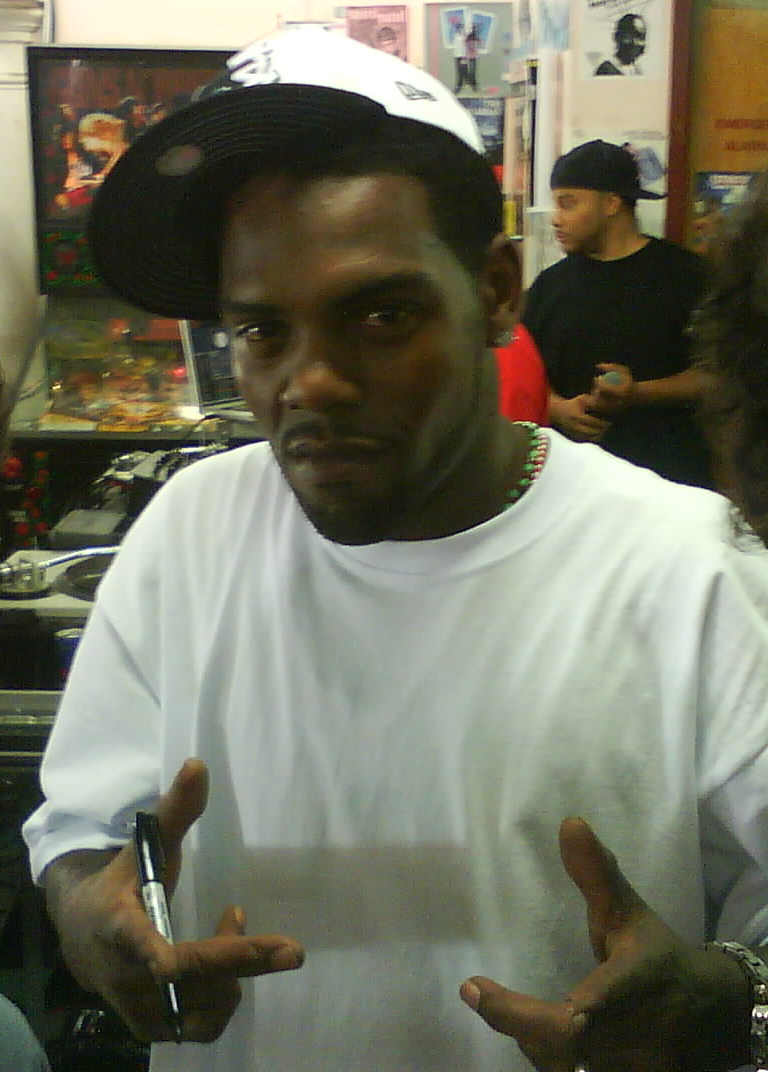
Keak da Sneak (2008)

Keak da Sneak (* 21. Oktober 1977 in Oakland, Kalifornien; bürgerlich Charles Toby Bowens) ist ein US-amerikanischer Rapper, der das Genre Gangsta-Rap vertritt.

## Leben
Bowens besuchte die Allendale-Grundschule in Oakland und später die Bret Harte Junior High. Zusammen mit einem Freund brachte er im Jahre 1994 das Lied Stompin’ in My Steel Toes auf einer EP des Sängers C-Bo heraus.
Im Anschluss an die Schule gründete sich die Gruppe 3X Krazy, bestehend aus Bowens, B. A. und Agerman. Zusammen veröffentlichten diese sechs Alben und mehrere Singles. Sie lösten sich im Jahre 2004 vorerst auf und Bowens unterschrieb einen Vertrag für seine Solokarriere.
Beim Radiosender "San Francisco HipHop Station KMEL" begann er mit öffentlichen Auftritten. Dort kam er mit anderen Künstlern z. B. E-40 zusammen, blieb aber dem Hip-Hop des Untergrunds treu.

## Diskografie

### Alben
- 1999: Sneakacydal
- 2001: Hi-Tek
- 2001: The Appearances of Keak da Sneak
- 2002: Retaliation
- 2002: The Farm Boyz
- 2003: Copium
- 2003: Counting Other Peoples Money
- 2004: Keak da Sneak
- 2005: Town Business
- 2005: That’s My Word
- 2005: On One
- 2006: Contact Sport
- 2006: Kunta Kinte
- 2006: Thizz Iz Allndadoe
- 2006: King of tha Supa Dupa Hyphy
- 2007: Da Bidness
- 2008: Deified
- 2008: Word Pimpin’ 2
- 2008: Keak Da Sneak and San Quinn – Welcome to Scokland
- 2009: Thizz Iz All n da Doe Volume 2
- 2010: Mobb Boss
- 2011: Keak Hendrix
- 2011: The Tonite Show with Keak da Sneak – Sneakacydal Returns
- 2012: Cheddar Cheese I Say

### Kollaborationen
- 1999: Immortalized (mit 3X Krazy)
- 2000: Real Talk 2000 (mit 3X Krazy)
- 2000: Dual Committee (mit 3X Krazy)
- 2000: The Best of 3X Krazy – 3 × 4 Life (mit 3X Krazy)
- 2002: Best of 3X Krazy, Vol. 2 (mit 3X Krazy)
- 2003: Flowamatic-9 (mit 3X Krazy)
- 2004: Dope Game (mit B.A., The Jacka, Husalah & Verstyle)
- 2005: Dope Game 2 (mit Frank Stickemz, Verstyle & B.A.)
- 2007: Da Bidness (mit Messy Marv & P.S.D. tha Drivah)
- 2008: Welcome to Scokland (mit San Quinn)
- 2008: Word Pimpin 2: We Don’t Need You (mit Baby S and Q-Z)
- 2011: Da Bidness 2 (mit Messy Marv & P.S.D. tha Drivah)

### Kompilationen
- 2006: King of tha Supa Dupa Hyphy
- 2007: Greatest Hits !
- 2011: The Best Of Thizz Iz All N Da Doe

### Singles
- 2005: That’s My Word
- 2006: Tell Me When to Go (mit E-40)
- 2007: That Go
- 2008: Ou Front of Yo Mamas House